# Las Flores, Mecatlán
Las Flores är en ort i Mexiko.   Den ligger i kommunen Mecatlán och delstaten Veracruz, i den sydöstra delen av landet, 180 km nordost om huvudstaden Mexico City. Las Flores ligger 293 meter över havet och antalet invånare är 314.
Terrängen runt Las Flores är kuperad. Runt Las Flores är det tätbefolkat, med 356 invånare per kvadratkilometer. Närmaste större samhälle är Olintla, 10,8 km söder om Las Flores. Omgivningarna runt Las Flores är en mosaik av jordbruksmark och naturlig växtlighet.